# أليكس تاشي-منساه
أليكس تاشي-منساه (بالإنجليزية: Alex Tachie-Mensah) (مواليد 15 فبراير 1977) هو لاعب كرة قدم. يلعب مع منتخب غانا لكرة القدم. سبق له أن لعب في كأس العالم لكرة القدم مع منتخب بلاده.

## مسيرته الكروية
لعب أليكس تاشي-منساه خلال مسيرته الاحترافية مع 3 أندية في اثنا عشر موسمًا وسجل خلالها 121 هدف ضمن 267 مباراة. ولم يفز بأي موسم بالكأس أو بالدوري.
خاض أليكس تاشي-منساه مسيرته مع Cape Coast Ebusua Dwarfs ‏ في عامي 1999-2001 ولمدة موسمين، مشاركًا في 39 مباراة سجل خلالها 35 هدفًا. ثم انتقل إلى نادي نوشاتل زاماكس في موسم 2000–01 ولمدة موسمين، حيث شارك في 55 مباراة سجل خلالها 24 هدفًا. لينتقل بعدها إلى نادي سانت غالن في موسم 2001–02 ليلعب معه ثمانية مواسم، مشاركًا في 173 مباراة سجل خلالها 62 هدفًا.

## روابط خارجية
- أليكس تاشي-منساه على موقع قاعدة بيانات كرة القدم.إي يو (الإنجليزية)
- أليكس تاشي-منساه على موقع ناشيونال فوتبول تيمز (الإنجليزية)
- أليكس تاشي-منساه على موقع عالم كرة القدم.نت (الإنجليزية)
- أليكس تاشي-منساه على موقع كووورة